# Ndudi Ebi
Pour les articles homonymes, voir Ebi.
Ndudi Hamani Ebi (né le 18 juin 1984 à Londres) est un joueur anglo-nigérian de basket-ball, évoluant au poste d'ailier.

## Carrière
Ndudi Ebi grandit au Nigeria avant de passer quatre années (1999-2003) à Westbury Christian High School à Westbury au Texas. Il détient la double nationalité britannique et nigériane. Il est accepté à l'université d'Arizona, mais il préfère se présenter à la Draft de la NBA.
Ebi est sélectionné par les Timberwolves du Minnesota au 26e rang de la draft 2003. Ebi est la première recrue issue de la draft depuis trois ans, après la sanction infligée aux Timberwolves à la suite du transfert illégal effectué avec le recrutement de Joe Smith.
Il dispute deux saisons avant d'être évincé par le club le 1er novembre 2005.
Il signe un contrat en tant qu'agent libre à l'été 2006 avec les Mavericks de Dallas, jouant cinq matchs de présaison, mais il est écarté par les Mavs le 26 octobre 2006.
Ebi rejoint l'équipe de NBA Development League des Flyers de Fort Worth pour la saison 2006-2007.
Le 30 septembre 2007, il rejoint l'Europe en 2007, évoluant à Bnei Hasharon en Israël pour une saison
Le 3 août 2008, il signe en Italie à Ferrara, promu en Serie A.
Durant la saison 2009-2010, il reste en Italie mais part à Rimini. Il termine la saison avec des moyennes de 15,3 points, 13,6 rebonds et 3,2 interceptions par match.
En mars 2011, le Limoges CSP le recrute en mars 2011 pour remplacer Frédéric Weis terminant sa carrière plus tôt que prévu.
Durant l'été 2011, il signe au Liban dans l'équipe d'Anibal Zahlé en première division du championnat libanais.
En 2012, il signe en Italie avec Sidigas Avellino.
En 2013, il signe au Porto Rico avec les Vaqueros de Bayamón.
Le 4 février 2014, il revient en Italie et signe au Virtus Bologne.
Le 15 janvier 2015, après avoir joué en Égypte dans l'équipe de Zamalek, il retourne en Italie à la Virtus Rome.
Le 22 juillet 2015, il signe en Italie au Manital Torino.